# David Kaplan (Philosoph)
David Benjamin Kaplan (* 1933) ist ein US-amerikanischer Philosoph. Seine Arbeiten haben die Entwicklung der Logik und Sprachphilosophie maßgeblich vorangetrieben. Am bekanntesten sind seine Arbeiten zur Indexikalität von Demonstrativpronomen.

## Leben und Werk
Kaplan erhielt 1964 seinen Ph.D. in Philosophie von der Universität von Kalifornien in Los Angeles (UCLA). Er war der letzte Doktorand von Rudolf Carnap, einem Hauptvertreter des logischen Empirismus. Kaplans Arbeit trug den Titel „Foundations of Intentional Logic“. Zu seinen Lehrern zählen auch Alonzo Church und Richard Montague, der als Mitbegründer formaler Semantiken natürlicher Sprachen gilt. Kaplan ist Professor an der UCLA. Kaplan ist Mitglied der American Academy of Arts and Sciences (seit 1983) und der British Academy (seit 2007). 2022 wurde er mit dem Rolf-Schock-Preis in der Kategorie "Philosophie" ausgezeichnet.
Der Denker befasst sich in erster Linie mit logischen und sprachphilosophischen Fragestellungen. Kaplan erarbeitete unter anderem in Demonstratives eine wegweisende Unterscheidung zwischen Inhalt (propositionalem Gehalt) und Charakter (linguistischer Bedeutung) bei der Analyse von Demonstrativpronomen und verwandten sprachlichen Ausdrücken. Der Ansatz löst unter anderem Probleme, die durch die Theorie von Frege zu Eigennamen aufgeworfen wurden. Er verband dazu eine wahrheitswertanalytische Basis mit pragmatischen Argumenten um normalsprachliche Aspekte im Rahmen formaler Sprachtheorie besser berücksichtigen zu können. Kaplan optimierte seine Indexikalitätslogik ein Jahrzehnt später nochmals in Afterthoughts, wobei er unter Berücksichtigung der Kritik an seinem Vorschlag zentrale Konzepte aus Demonstratives nochmals reformulierte.

## Werke
- "Quantifying In," Synthese, XIX 1968.
- "On the Logic of Demonstratives," Journal of Philosophical Logic, VIII 1978: 81–98; and reprinted in French et al. (eds.), Contemporary Perspectives in the Philosophy of Language (Minneapolis: University of Minnesota Press, 1979): 401–412.
- "Dthat," Syntax and Semantics, vol. 9, ed. P. Cole (New York: Academic Press, 1978); and reprinted in The Philosophy of Language, ed. A. P. Martinich (Oxford: Oxford University Press, 1985).
- "Bob and Carol and Ted and Alice," in Approaches to Natural Language (J.Hintikka et al., eds.), Reidel, 1973.
- "How to Russell a Frege-Church," The Journal of Philosophy, LXXII 1975.
- "Opacity," in W.V.O. Quine (L. Hahn, ed.) Open Court, 1986.
- "Demonstratives" and "Afterthoughts" in Themes From Kaplan (Almog et al., eds.), Oxford 1989.
- "Words," The Aristotelian Society, Supplementary Volume, LXIV 1990
- "A Problem in Possible World Semantics," in Modality, Morality, and Belief (W. Sinnott-Armstrong et al.,eds.) Cambridge, 1995.
- "Reading 'On Denoting' on its Centenary", Mind, 114 2005: 934–1003.